# 弗萊福蘭省旗

弗萊福蘭省旗

弗萊福蘭省旗制定於1986年1月9日。旗幟左上角為白色百合圖案。上部為藍色，象徵水。中間是黃色，部分條紋為波浪，象徵海洋變為陸地。下部為綠色，象徵土地。